# إسحاق موراليس دومينغيز
إسحاق موراليس دومينغيز (بالإسبانية: Isaac Morales Domínguez)‏ هو لاعب كرة قدم مكسيكي في مركز الدفاع، ولد في 6 أغسطس 1980 في مدينة مكسيكو في المكسيك. لعب مع سيمارونس دي سونورا ‏.